# Perské písmo
Tato stránka pojednává o zápisu moderní perštiny pomocí arabských znaků. Ostatní druhy zápisu starší perštiny jsou pojednány na stránce Perština.
Termín perská abeceda (persky الفبای فارسی‎‎‎) nebo persko-arabské písmo označuje modifikované arabské písmo, kterým se zapisuje moderní perština. Aby se mohly vyjádřit i hlásky v arabštině neexistující, vytvořila se pomocí akcentů další čtyři písmena. Další podobné úpravy abecedy se používají i u jiných národů, které také používají persko-arabské písmo (např. Kurdové).
Zápis perského písma se v následujících bodech liší od latinky:
- píše se zprava doleva
- píše se výhradně psacím písmem, tj. písmena se ve slovech spojují
- nezapisuje většinu samohlásek
- nerozlišuje malá a velká písmena

## Písmena
Následující tabulka obsahuje všech 32 znaků perské abecedy a její zápis v latince a perském písmu. Jelikož se používá pouze psací písmo, má většina znaků 4 tvary: pro samostatně stojící písmeno, písmeno na začátku slova, uprostřed slova a na konci slova: podle toho, jestli se nenapojuje vůbec, pouze vpravo, na obou stranách nebo pouze vlevo. Názvy znaků a výslovnost původně vychází z arabštiny, ale může se lišit v různých dialektech.
| Název           | DIN 31635  | IPA                                      | Formy písmene ve slově | Formy písmene ve slově | Formy písmene ve slově | Formy písmene ve slově |
| Název           | DIN 31635  | IPA                                      | Na konci               | Uprostřed              | Na začátku             | Samostatně             |
| --------------- | ---------- | ---------------------------------------- | ---------------------- | ---------------------- | ---------------------- | ---------------------- |
| ʾalef           | ā / ʾ      | [ɒ], [ʔ]                                 | ـا‎                     | ـا‎ *                   | آ‎ / ا‎ *                | ﺍ‎                      |
| be              | b          | [b]                                      | ـب‎                     | ـبـ‎                    | ﺑ‎                      | ب‎                      |
| pe              | p          | [p]                                      | ـپ‎                     | ـپـ‎                    | ﭘ‎                      | پ‎                      |
| te              | t          | [t]                                      | ـت‎                     | ـتـ‎                    | ﺗ‎                      | ﺕ‎                      |
| s̱e              | s̱          | [s]                                      | ـث‎                     | ـثـ‎                    | ﺛ‎                      | ﺙ‎                      |
| jim             | j          | [d͡ʒ]                                     | ﺞ‎                      | ـجـ‎                    | ﺟ‎                      | ﺝ‎                      |
| če              | č          | [t͡ʃ]                                     | ﭻ‎                      | ـچـ‎                    | ﭼ‎                      | ﭺ‎                      |
| ḥe(-ye jimi)    | ḥ          | [h]                                      | ﺢ‎                      | ـحـ‎                    | ﺣ‎                      | ﺡ‎                      |
| ḫe              | ḫ          | [x]                                      | ﺦ‎                      | ـخـ‎                    | ﺧ‎                      | ﺥ‎                      |
| dāl             | d          | [d]                                      | ـد‎                     | ـد‎*                    | ﺩ‎*                     | ﺩ‎                      |
| ẕāl             | ẕ          | [z]                                      | ـذ‎                     | ـذ‎*                    | ﺫ‎*                     | ﺫ‎                      |
| re              | r          | [ɾ]                                      | ـر‎                     | ـر‎*                    | ﺭ‎*                     | ﺭ‎                      |
| ze              | z          | [z]                                      | ـز‎                     | ـز‎*                    | ﺯ‎*                     | ﺯ‎                      |
| že              | ž          | [ʒ]                                      | ـژ‎                     | ـژ‎*                    | ژ‎*                     | ژ‎                      |
| sin             | s          | [s]                                      | ـس‎                     | ـسـ‎                    | ﺳ‎                      | ﺱ‎                      |
| šin             | š          | [ʃ]                                      | ـش‎                     | ـشـ‎                    | ﺷ‎                      | ﺵ‎                      |
| ṣād             | ṣ          | [s]                                      | ـص‎                     | ـصـ‎                    | ﺻ‎                      | ﺹ‎                      |
| z̤ād             | z̤          | [z]                                      | ـض‎                     | ـضـ‎                    | ﺿ‎                      | ﺽ‎                      |
| ṭā              | ṭ          | [t]                                      | ـط‎                     | ـطـ‎                    | ﻃ‎                      | ﻁ‎                      |
| ẓā              | ẓ          | [z]                                      | ـظ‎                     | ـظـ‎                    | ﻇ‎                      | ﻅ‎                      |
| ʿeyn            | ʿ          | [ʔ]                                      | ـع‎                     | ـعـ‎                    | ﻋ‎                      | ﻉ‎                      |
| ġeyn            | ġ          | [ɣ] / [ɢ]                                | ـغ‎                     | ـغـ‎                    | ﻏ‎                      | ﻍ‎                      |
| fe              | f          | [f]                                      | ـف‎                     | ـفـ‎                    | ﻓ‎                      | ﻑ‎                      |
| qāf             | q          | [ɢ] / [ɣ] / [q] (v některých dialektech) | ـق‎                     | ـقـ‎                    | ﻗ‎                      | ﻕ‎                      |
| kāf             | k          | [k]                                      | ـک‎                     | ـکـ‎                    | ﮐ‎                      | ک‎                      |
| gāf             | g          | [ɡ]                                      | ـگ‎                     | ـگـ‎                    | ﮔ‎                      | گ‎                      |
| lām             | l          | [l]                                      | ـل‎                     | ـلـ‎                    | ﻟ‎                      | ﻝ‎                      |
| mim             | m          | [m]                                      | ـم‎                     | ـمـ‎                    | ﻣ‎                      | ﻡ‎                      |
| nun             | n          | [n]                                      | ـن‎                     | ـنـ‎                    | ﻧ‎                      | ﻥ‎                      |
| vāv             | w / ū / ow | [v] / [uː] / [o] / [ow] / [oː] (v Dari)  | ـو‎                     | ـو‎*                    | و‎*                     | و‎                      |
| he(-ye do-češm) | h          | [h]                                      | ـه‎                     | ـهـ‎                    | هـ‎                     | ﻩ‎                      |
| ye              | y / ī / á  | [j] / [i] / [ɒː] / [eː] (v Dari)         | ﯽ‎                      | ـیـ‎                    | ﻳ‎                      | ﻯ‎                      |

### Výjimky
Sedm znaků perského písma se nenapojuje levou stranou na ostatní: و – ژ – ﺯ – ﺭ – ﺫ – ﺩ – ﺍ. To znamená, že u těchto písmen je tvar pro samostatné písmeno stejný s tvarem na začátku slova a tvar na konci slova shodný s tvarem uprostřed slova. Znak následující po těchto písmenech se pak chová jako by vpravo od sebe neměl napojení, tj. použije se tvar pro začátek slova nebo, pokud je to už poslední písmeno ve slově, tvar pro samostatné písmeno.
Pokud je např. znak ا "alef" na začátku slova jako ve slově اینجا "injā" (tady, zde), použije se pro ﺍ tvar pro samostatné písmeno a pro následující znak tvar pro začátek slova.